# Veenkielwants
De veenkielwants (Elasmucha fieberi) is een wants uit de familie kielwantsen (Acanthosomatidae). De soort werd voor het eerst wetenschappelijk beschreven door Vasily Evgrafovich Yakovlev in 1865.

## Uiterlijk
De kleur van de veenkielwants varieert van olijfgroen tot roodbruin, met een zwart-wit connexivum (aan de zijkant zichtbare deel achterlijf). Het lichaam is bezaaid met zwarte putjes (gepuncteerd). Het heeft een zwarte vlek op de basis van het scutellum (schildje), dat overgaat in een bleke punt. De poten zijn bruin en de antennes zijn vaak donker, maar kunnen ook in het licht zijn en naar het uiteinde toe steeds donkerder worden. De lengte is 7 – 9 mm. De nimfen hebben een groen achterlijf, terwijl de kop en halsschild zwarte lengtestrepen hebben.
De veenbroedwants is makkelijk te verwarren met de gewone kielwants (Elasmucha fieberi). De gewone kielwants heeft echter minder en minder duidelijkere zwarte putjes, is meestal lichter en heeft geen duidelijk haakje of doorntje aan de zijkant van het halsschild vlak bij de kop.

## Broedzorg
Net als bij alle andere soorten uit het genus Elasmucha hebben de vrouwtjes van deze wantsen broedzorg. Normaal gesproken legt ze één keer in haar leven eieren. Dat kunnen er wel 40 tegelijk zijn. Ze beschermt haar legsel door ze met haar lichaam af te dekken en doet dat daarna ook bij de uit de eieren gekropen nimfen tot in het tweede stadium (tweede vervelling) tegen roofzuchtige insecten en parasieten. De oudere nimfen blijven in de regel bij elkaar en worden begeleid door de moeder. Als er een ander legsel in de buurt is, wordt dat ook door het vrouwtje beschermd. Ook zoeken de vrouwtjes elkaar op en bewaken elkaars jongen waardoor grote hoeveelheden nimfen kunnen worden aangetroffen. Het komt wel meer voor dat insecten de eitjes en/of de jongen beschermen, maar dat diverse ouderdieren elkaars jongen bewaken gaat net iets verder. Hoogstwaarschijnlijk is het bij elkaar blijven wel de reden, dat vaak meerdere wantsen uit een legsel eieren dragen van sluipvliegen (Tachinidae).

## Verspreiding en gedrag
De veenkielwants komt voor In Europa, behalve in het Middellandse Zeegebied en is naar het oosten verspreid tot in, Siberië en Centraal-Azië. Hij komt vooral voor in moerasachtige gebieden en heidegebieden en is minder algemeen dan de gewone kielwants. Ook in Nederland is het geen algemeen voorkomende soort.
De soort leeft in berken (Betula) en elzen (Alnus). Behalve aan de bladeren zuigen nimfen en volwassen wantsen vooral aan de rijpende zaden. De volwassen wants overwintert en de paring vindt plaats in het voorjaar.